# Wenzel Kaulich
Wenzel Kaulich (30. prosince 1790 Dolní Vernéřovice – 24. července 1869 Horní Vernéřovice) byl rakouský politik německé národnosti z Čech, během revolučního roku 1848 poslanec Říšského sněmu.

## Biografie
Působil jako obchodník, majitel hospodářství a starosta. Uvádí se jako obchodník v obci Horní Vernéřovice, též jako obchodník a majitel hospodářství v Broumově.
Během revolučního roku 1848 se zapojil do veřejného dění. Ve volbách roku 1848 byl zvolen na ústavodárný Říšský sněm. Zastupoval volební obvod Broumov. Tehdy se uváděl coby obchodník a majitel hospodářství . Řadil se k sněmovní pravici.